# Xaver Frick (Leichtathlet, 1913)
Xaver Frick (* 22. Februar 1913 in Balzers; † 11. Juni 2009 in Vaduz) war ein liechtensteinischer Leichtathlet und Skilangläufer. Er gilt als einer der Pioniere des organisierten Sports in Liechtenstein.

## Biografie
Der aus Balzers stammende Frick arbeitete ab 1929 als Kanzlist und von 1941 bis 1978 als Kanzleileiter beim Landgericht. Er war 1935 Gründungsmitglied des Nationalen Olympischen Komitees des Landes und war ab diesem Zeitpunkt nebenamtlich als Sekretär tätig. Im Jahr 1936 zählte er zu den Gründern des Landessportverbandes für das Fürstentum Liechtenstein. Frick war auch in zahlreichen Sportvereinigungen Vorstandsmitglied, unter anderem dem Alpenverein, dem Turnverein und dem Skiclub Balzers und dem liechtensteinischen Turn- und Leichtathletikverband (LTLV), dessen Präsident er für 38 Jahre war und dem seine besondere Aufmerksamkeit galt.
Daneben blieb er trotz seiner Funktionärstätigkeit auch als Sportler aktiv. Unter anderem vertrat er Liechtenstein bei zahlreichen Europameisterschaften und gehörte auch der liechtensteinischen Mannschaft bei den Olympischen Sommerspielen 1936 in Berlin an, wo er als Leichtathlet in den Disziplinen 100 und 200 Meter startete, jedoch schon im Vorlauf ausschied. Die nächsten Olympischen Spiele, an denen er teilnahm, waren die Winterspiele 1948 in St. Moritz, wo er mit der 4 × 10-km-Langlaufstaffel den elften Platz erreichte. Frick ist damit der einzige liechtensteinische Sportler, der sowohl an den Olympischen Sommer- als auch Winterspielen teilgenommen hat.
Zwischen den Jahren 1963 und 1970 hatte Frick das Amt des Präsidenten des liechtensteinischen NOKs inne. 1996 veröffentlichte er seine Autobiografie Für Liechtenstein im Einsatz als Botschafter des Sports. Am 26. März 2003 erhielt er – zusammen mit seinem LOC-Weggefährten Eduard von Falz-Fein – aufgrund seiner Verdienste für den liechtensteinischen Sport das erstmals verliehene Goldene Lorbeerblatt der Fürstlichen Regierung überreicht. Frick starb in der Nacht vom 10. auf den 11. Juni 2009 im Alter von 96 Jahren.